# Abest
Abest (oftmals auch Ab·est) ist eine deutsche Post-Metal-Band aus Göttingen.

## Geschichte
Abest wurde im Herbst 2011 gegründet und veröffentlichte im März 2012 ein erstes Demo. 2014 folgte mit Asylum das erste Album, welches von Jan Oberg (The Ocean, Earthship) produziert wurde. Asylum wurde über This Charming Man Records veröffentlicht und erhielt überwiegend positive Kritiken. In den USA wurde das Album über Deathwish Inc. vertrieben.
Nach einigen Mitgliederwechseln und der EP Last erschien im November 2019 das zweite Album Bonds of Euphoria, welches erneut von Jan Oberg produziert und über This Charming Man Records (in Zusammenarbeit mit Moment of Collapse Records) veröffentlicht wurde. Mit ihrem dritten Album Molten Husk, welches im August 2022 erschienen ist, wechselten Abest vollends von This Charming Man Records zu Moment of Collapse Records. In Rezensionen wird Molten Husk oftmals als das beste Album der Band betitelt. Live sind Abest unter anderem mit Downfall of Gaia, Cult Leader oder Sun Worship aufgetreten.

## Stil
Während sich Abest auf ihren ersten Veröffentlichungen an Post-Metal-Bands wie Isis und Neurosis orientierten, sind die Songs auf Bonds of Euphoria deutlich kürzer gehalten und entfernen sich vermehrt von den typischen Metalstrukturen. Die Band selbst beschreibt ihre neueren Songs als „spielerisch anspruchsvoller“ und als „konsequente Weiterentwicklung“ des bisherigen Stils. In Reviews wurde Bonds of Euphoria mit Extreme-Metal-Bands wie Nagelfar oder Full of Hell verglichen. Auf Molten Husk setzt die Band diese Entwicklung konsequent fort.

## Diskografie
- 2012: Demo (CD, Eigenveröffentlichung)
- 2013: Split mit Absolutist (7″ Vinyl, Swarm of Nails Records und Black Lake Records)
- 2014: Asylum (12″ Vinyl, This Charming Man Records)
- 2016: Last EP (12″ Vinyl, This Charming Man Records)
- 2019: Bonds of Euphoria (CD, 12″ Vinyl, This Charming Man Records und Moment of Collapse Records)
- 2022: Molten Husk (CD, 12″ Vinyl, Moment of Collapse Records)